# Howard Cooke

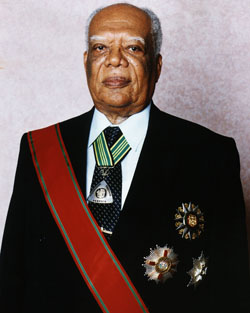
Howard Cooke

Sir Howard Felix Hanlan Cooke ON, GCMG, GCVO, CD (* 13. November 1915 in Jamaika; † 11. Juli 2014) war vom 1. August 1991 bis zum 15. Februar 2006 Generalgouverneur von Jamaika.

## Leben
In jüngeren Jahren war Cooke als Lehrer tätig und wurde Vorsitzender der Jamaica Union of Teachers. In dieser Zeit arbeitete er außerdem für die Versicherungswirtschaft. 1958 wurde er Abgeordneter im Parlament der Westindischen Föderation und nach 1962, als Jamaika die Unabhängigkeit erlangte, Senator sowie Abgeordneter im House of Representatives des Landes. In den 1970er-Jahren war er als Minister in der von Michael Manley geführten Regierung aktiv. Cookes Amtszeit als Generalgouverneur begann am 1. August 1991.
Am Ende seiner Amtszeit als Generalgouverneur, zu Beginn des Jahres 2006, vereidigte er als erster Amtsinhaber seinen Nachfolger Kenneth Hall.